# Jacob’s Ladder
«Jacob’s Ladder» — песня 1986 года в исполнении группы Huey Lewis and the News, ставшая третьим синглом мультиплатинового альбома Fore!. Её написали братья Брюс Хорнсби и Джон Хорнсби. С этой песней группа попала на первое место американского хит-парад Billboard Hot 100, став третьим чарттоппером в карьере.

## История
Песня была написана Хорнсби и подарена другу Льюису, появившись в альбоме группы 1986 года Fore!. Первоначально песня была запланирована для альбома Хорнсби, который продюсировал Льюис. Хорнсби не понравилась та версия песни, которую аранжировала его группа, и он предложил Льюису записать её для своего нового альбома. Трек стал третьим синглом альбома и возглавил американский хит-парад Billboard Hot 100 на одну неделю в марте 1987 года.

## Позиция в чартах

### Еженедельные чарты
| Чарт (1987)                       | Высшая позиция |
| --------------------------------- | -------------- |
| Австралия, Australia ARIA Charts  | 48             |
| Канада, Canadian Singles Charts   | 16             |
| Германия, German Singles Chart    | 65             |
| New Zealand Singles Chart         | 50             |
| США, Billboard Hot 100            | 1              |
| США, Billboard Adult Contemporary | 17             |
| США, Billboard Album Rock Tracks  | 10             |

### Годовые итоговые чарты
| Чарт (1987)                         | Позиция |
| ----------------------------------- | ------- |
| США, US Top Pop Singles (Billboard) | 41      |